# Jean Prahm
Jean Prahm (nacida como Jean Racine, Waterford, 20 de septiembre de 1978) es una deportista estadounidense que compitió en bobsleigh en la modalidad doble.
Ganó tres medallas en el Campeonato Mundial de Bobsleigh entre los años 2000 y 2004.

## Palmarés internacional
| Campeonato Mundial | Campeonato Mundial    | Campeonato Mundial | Campeonato Mundial |
| Año                | Lugar                 | Medalla            | Prueba             |
| ------------------ | --------------------- | ------------------ | ------------------ |
| 2000               | Winterberg (Alemania) | Medalla de plata   | Doble              |
| 2001               | Calgary (Canadá)      | Medalla de plata   | Doble              |
| 2004               | Königssee (Alemania)  | Medalla de bronce  | Doble              |